# Гротта-Пелос
Культура Гротта-Пелос — древнейшая доисторическая культура бронзового века на греческих Кикладских островах. Относится к периоду 3000 — 2650 гг. до н. э. и является начальной стадией кикладской культуры, которая позднее утратила оригинальный облик и приобрела черты минойской культуры. Название культуре дал британский археолог Колин Ренфрю по местам находок Гротта (греч. Γρόττα) и Пелос (Πελός) на острове Наксос. Другие находки данной культуры найдены в других местах того же острова, а также в самых нижних слоях поселения Филакопи на острове Милос. Греческий археолог Христос Думас обозначает данную культуру иначе — культура Пелос-Лаккудес.

## Сооружения
Поселения периода Гротта-Пелос не обнаружены, однако сохранилась стены ограждений вокруг некрополей, которые относят к данной культуре. В Агиа-Анарири (Agia Anárjiri) на о. Наксос сохранилась стена длиной почти 40 метров и высотой около 1 метра из плоских булыжников, сложенная методом сухой кладки.
Жилые здания либо представляли собой недолговечные хижины из тростника, либо их фундаменты невозможно распознать из-за геологической эрозии. Поскольку кладбища содержали всего по 15-20 захоронений, предполагается, что люди жили не в деревнях — напротив, семьи или кланы жили в одном или нескольких отдельных домах.

## Захоронения
Могилы состоят из вертикальных плоских каменных плит или небольших стен сухой кладки; обычно они содержат только одно тело, изредка встречаются захоронения, содержащие от 2 до 8 трупов; иногда могилы разделены каменной плитой на 2 уровня.
Погребальные дары найдены не во всех захоронениях. Состоят они в основном из керамических сосудов в форме чаш или кувшинов из тёмной глины, характерной для Кикладских островов. Сосуды — массивные и с толстыми стенками, орнамент выглядит в виде спирально росписи, реже — геометрических рисунков. По некоторым обломкам можно догадаться об использовании сосудов из мрамора.
В некоторых могилах найдены также мраморные фигуры того же типа, что и кикладский идол (см. фотографию). Преобладают три формы:
- выраженные человеческие фигуры в полный рост со сложенными на животе руками,
- сильно стилизованные человеческие фигуры с короткими выступающими ручками
- абстрактные фигуры, напоминающие формой скрипку.

Металлы встречаются очень редко. Лишь на одном из погребальных полей в Наксосе обнаружены несколько штук медной проволоки, несколько шил из того же материала и одна шейная цепочка с серебряными псевдожемчужинами.

## Культура
Культура Гротта-Пелос в своих основных чертах соответствует современным культурам материковой Греции, острова Крит. В особенности заметно сходство с конструкцией гробниц в Ясосе (Кария) на западном побережье Анатолии. Культура Гротта-Пелос является дальнейшем развитием культуры неолитического поселения Кефала на острове Кея.
Новые находки на погребальном поле в Гротте связывают керамические обломки с белым геометрическим узором и лезвия из обсидиана с неолитическим поселением Салиагос. Поскольку культура Салиагос исчезла уже около 3700 г. до н.э., вопрос о её связях с более поздними культурами остаётся спорным.